# Butia purpurascens
Butia purpurascens  es una especie   en la familia de las palmeras  (Arecaceae).

## Distribución
Es endémica de Brasil.

## Descripción
Alcanza 4 m de altura, con una pequeña corona de hojas verde azuladas, arqueadas en forma de V. Al contrario de otros Butia, sus peciolos son inermes. 
Está amenazada por pérdida de hábitat. Este pequeño árbol de palma es conocido solo en un área del Cerrado en Goiás; y la única población confirmada se encuentra cerca de Jataí, donde sus especímenes están bien, pero hay mucha hacienda, y no existe regeneración.

## Taxonomía
Butia purpurascens  fue descrita por Sidney Frederick Glassman y publicado en Principes 23: 67–68. 1979.
Etimología
Butia: nombre genérico que proviene del nombre vernáculo dado en Brasil a los miembros de este género.
purpurascens: epíteto latino que significa "de color púrpura".